# Parapropalaehoplophorus septentrionalis
Il parapropaleoploforo (Parapropalaehoplophorus septentrionalis) è un mammifero cingolato estinto, appartenente ai gliptodonti. Visse nel Miocene inferiore (circa 18 - 17 milioni di anni fa) e i suoi resti fossili sono stati ritrovati in Sudamerica.

## Descrizione
Questo animale, al contrario della maggior parte dei gliptodonti, era di piccole dimensioni, e non superava il metro di lunghezza. Il solo carapace che ricopriva il dorso era lungo circa 65 - 75 centimetri. Si suppone che Parapropalaehoplophorus potesse pesare circa 65 - 95 chilogrammi.
Questo animale, come tutti i gliptodonti, era dotato di un carapace formato da osteodermi solidamente attaccati l'uno all'altro. Gli osteodermi variavano nella forma: quelli nella parte superiore erano esagonali, mentre quelli lungo il margine erano quadrati o pentagonali. La coda era protetta da anelli ossei. Come gli altri gliptodonti, Parapropalaehoplophorus era dotato di un cranio alto e di denti dotati di tre lobi; questi denti erano composti da osteodentina al centro e di ortodentina modificata nella parte esterna. 

## Classificazione
Parapropalaehoplophorus septentrionalis venne descritto per la prima volta nel 2007, sulla base di resti fossili ritrovati in Cile, nella formazione Chucal. Altri fossili appartenenti al genere Parapropalaehoplophorus sono stati ritrovati in Perù.
Parapropalaehoplophorus è un rappresentante arcaico dei gliptodonti, mammiferi corazzati affini agli armadilli che nel corso della loro evoluzione svilupparono dimensioni gigantesche. In particolare, Parapropalaehoplophorus era un rappresentante dei Propalaehoplophorini, comprendente gliptodonti arcaici di taglia moderata. Il nome deriva da quello di Propalaehoplophorus, il cui nome a sua volta deriva da Palaeohoplophorus e Hoplophorus, altri due gliptodonti successivi. 